# Turia, Turiisk
Turia (în ucraineană Турія) este un sat în comuna Mokreț din raionul Turiisk, regiunea Volînia, în partea de NV a Ucrainei. Are o populație de 160 locuitori.

## Demografie
Componența lingvistică a localității Turia
     Ucraineană (99,38%)
     Alte limbi (0,63%)
Conform recensământului din 2001, majoritatea populației localității Turia era vorbitoare de ucraineană (99,38%), existând în minoritate și vorbitori de alte limbi.